# 汝宁石桥
汝宁石桥（又称汝河石桥）是位于河南省汝南县汝河上的两座明代石桥，分别为县城东关的济民桥和北关的宏济桥。1986年11月被公布为第二批河南省文物保护单位，2019年10月被公布为第八批全国重点文物保护单位。

## 济民桥
济民桥俗称“东关石桥”，位于县城东关。据《汝宁府志》记载，济民桥旧为木桥，明成化十九年（1483年），知府钱钺改建为石桥，但在明隆庆年间毁坏，由知府陈廷光重建。明崇祯六年（1641年），知府黄元功修，但又毁于兵乱。清顺治八年（1651年）重修。济民桥为五孔实腹联拱式石桥，长55米，宽7.45米，高17.2米。桥基有四个桥墩，由长条青石垒成。桥墩的逆水面砌有分水金刚雁翅，向外伸4.7米，向上逐层递减。桥身在桥墩上由石块发券联成，中孔直径最大，券为纵向分节并列式。两边的孔采用纵联的砌拱法，使整个桥券成为一体。桥面分桥袱石、仰天石、桥面石三层，青石条漫砌。两侧各有青石望柱26根，雕有卧狮或桃状柱头。柱与柱之间1.9米，有栏板衔接，栏板分别雕有梅、兰、竹及云纹，雷纹、麒麟、鹿等图案。

## 宏济桥
宏济桥又称“北关石桥”、“博爱桥”，位于县城北门外，于明弘治十八年（1505年）由知县雷宗始建，明嘉靖年间知府黄似华重修。宏济桥为五孔实腹联拱式石桥，长55米，宽7.05米，高10米，桥基和桥身结构与济民桥基本相同。桥面两侧各有青石望柱25根，柱高1.2米，柱顶雕有石狮，其下雕须弥座，柱间距1.9—2米，柱间的栏板雕如意纹图案。